# Władisław Czernyszow
Władisław Czernyszow (kaz. Владислав Чернышов, ur. 16 marca 1981 r.) – kazachski piłkarz kirgiskiego pochodzenia, występujący na pozycji obrońcy. Od 2003 roku piłkarz kazachskiego klubu Irtysz Pawłodar. Ma na koncie dwa występy w reprezentacji Kazachstanu.